# Borek (Petite-Pologne)
Pour les articles homonymes, voir Borek.
Borek (prononciation : [ˈbɔrɛk]) est une localité polonaise de la gmina de Rzezawa, située dans le powiat de Bochnia en voïvodie de Petite-Pologne.